# Sara Kiesler
 Sara Beth (Greene) Kiesler (* 1940 in Washington, D.C., USA) ist eine US-amerikanische Psychologin, Informatikerin und Hochschullehrerin. Sie ist emeritierte Hillman-Professorin für Informatik und Mensch-Computer-Interaktion am Human-Computer Interaction Institute der Carnegie Mellon University.

## Leben und Werk
Kiesler studierte Psychologie am Simmons College in Boston, wo sie sich auf Sozialpsychologie spezialisierte. Sie erwarb 1963 einen Master of Arts an der Stanford University und promovierte 1965 bei Timothy C. Brock an der Ohio State University mit der Dissertation An Experimental Study of Gratitude. Nach ihrem Abschluss forschte sie in der Abteilung für Informatik und Sozialwissenschaften der Carnegie Mellon University, bis sie 1998 nach Kalifornien zog, um bei der von Paul Allen und David Liddle gegründeten Intervall Research Corporation in Palo Alto zu arbeiten. Danach kehrte sie an die Carnegie Mellon School of Computer Science zurück und beteiligte sich an verschiedenen Robotikprojekten, wie Nursebot und RO-MAN.
Ihre Forschungsinteressen umfassen die Anwendung verhaltens- und sozialwissenschaftlicher Forschungsmethoden und Theorien zur Gruppenzusammenarbeit und Mensch-Technik-Interaktion. Mitte der 1980er Jahre prägten ihre Beiträge auf dem Gebiet der computergestützten kooperativen Arbeit (CSCW) den Dialog zwischen Informatikern und Sozialwissenschaftlern. In jüngerer Zeit brachte sie Erkenntnisse aus der Sozialpsychologie in die Robotik ein und trug bei zur Schaffung des Bereichs der Mensch-Roboter-Interaktion (HRI). Sie arbeitet bei der National Science Foundation in den Bereichen Online-Sicherheit und Datenschutz, „intelligente und vernetzte“ Gemeinschaften und Big Data.
Sie war Vorstandsmitglied des Computer Science and Telecommunications Board der National Academy of Sciences und Herausgeberin des Journal of Human Robot Interaction. Sie ist Mitglied der Konferenzprogrammkomitees von ACM, CSCW, SIGCHI und HRI und Gründungsmitglied der American Psychological Society. Sie ist Direktorin des gemeinnützigen Forschungsunternehmens American Institutes for Research.
Sie ist Autorin und Mitautorin von Fachbüchern und über 103 Veröffentlichungen. Ihr h-Index betrug 103 im Februar 2022.

## Auszeichnungen und Ehrungen (Auswahl)
- 2002: Wahl in die CHI-Akademie[5]
- 2009: CHI Lifetime Achievement Award, die prestigeträchtigste Auszeichnung von SIGCHI
- 2010: Fellow der Association for Computing Machinery (ACM)
- Fellow der American Psychological Association
- 2013: Allen Newell Award for Research Excellence
- 2015: Williams Prize der International Communication Association
- 2016: Joseph E. McGrath Award for Lifetime Achievement in the Study of Groups vom Interdisciplinary Network for Group Research (INGRoup)
- 2018: Wahl in die American Academy of Arts and Sciences[6]
- 2018: Human Robot Interaction Lifetime Service Award
- 2019: Mitglied der National Academy of Engineering[7]

## Veröffentlichungen (Auswahl)
- Culture of the internet. Erlbaum, 1997, ISBN 978-0-8058-1636-5.
- mit Robert E Kraut, Malcolm Brynin: Computers, phones, and the Internet. Domesticating information technology. Oxford University Press, 2006, ISBN 978-0-387-24963-6.
- Computing and Change on Campus. Cambridge University Press, 1987, ISBN 978-0-521-34431-9.
- mit Lee Sproull: Connections. New Ways of Working in the Networked Organization. MIT Press
- mit J. Siegel, V. Dubrovsky, T.W. McGuire: Group processes in computer-mediated communication. In: Organizational behavior and human decision processes. Band 37, Nr. 2, 1986, S. 157–187.